# Католичка црква и жупни уред у Сомбору
Римокатоличка црква и жупни уред у Сомбору су подигнути у периоду од 1752. до 1772. године и представљају споменике културе у категорији непокретних културних добара од великог значаја.
Римокатоличка црква у Сомбору која је посвећена Светом Тројству са жупним уредом, представљају барокону грађевину као јединствену архитектонску целину. До 1871. године је служила као фрањевачки самостан, када је на основу указа цара Јосифа II о укидању фрањевачких самостана прешли у надлежност римокатоличке жупе у Сомбору. Црква је једнобродна грађевина, са бачвастим сводом. Западна фасада цркве је оживљена са пет пиластера и два стуба, на чијим се богато профилисаним капителима налази по једна камена скулптура анђела. Јужна фасада, из које се издиже високи звоник, прислоњена је уз зид спратне зграде бившег самостана. Његову скромну фасадну декорацију чине прозорски отвори различитих димензија и кровни венац. 
Олтарска апсида, ужа је од наоса, надовезује се на централни простор, луцима подељен на три травеја. Над ниским трансептом подигнут је тробродни хор. Испусти са вишеструко профилисаним венцем, пиластрима и лизенама, појављују се у наосу и олтару. Уз сам бок олтарске преграде смештени су помоћни олтари, док се из наоса улази у тробродну припрату. Испод ње је смештена крипта, правоугаоне основе, са полукружном апсидом, у којој су до 1776. године сахрањивани угледни грађани Сомбора. Високу олтарску преграду осликао је 1784. године Паул Кроноветер. Бојење и позлата хора, оргуља и ораторијума су поверени „пиктору Антонијусу.
У просторијама жупног уреда 24. априла 1749. Сомборцима је свечано предата Повеља којом је царица Марија Терезија уздигла Сомбор у ранг слободних и краљевских градова.
Конзерваторски радови изведени су 1963, 1967–1968. и 1976–1977. године.